# Я знаю, що нічого не знаю

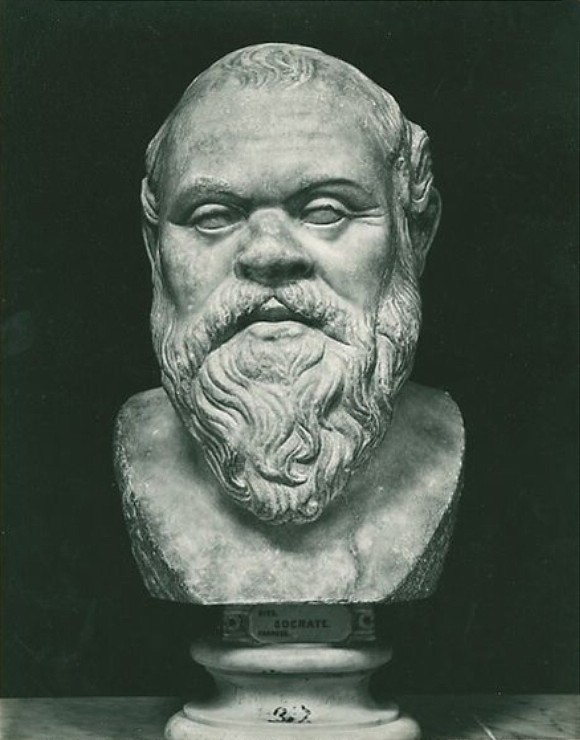
Сократ

«Я знаю, що нічого не знаю» (дав.-гр. ἓν οἶδα ὅτι οὐδὲν οἶδα; лат. scio me nihil scire або scio me nescire) — вислів, що приписується давньогрецькому філософу Сократу (за свідченням філософа Платона). У деяких цитатах зустрічається в трохи зміненій формі — «Чим більше я знаю, тим більше я розумію, що нічого не знаю» і «Я знаю тільки те, що нічого не знаю, але інші не знають і цього».

## Суть
Сократ пояснював свою думку так: люди зазвичай вважають, ніби вони щось знають, а виявляється, що вони не знають нічого. Таким чином виходить, що, знаючи про своє незнання, я знаю більше, ніж всі інші, стверджував він.
Здавалося б, у твердженні міститься логічно суперечливе твердження: якщо людина нічого не знає, то вона не може знати і про те, що вона не знає. Це своєрідна спроба сформулювати принцип пізнавальної скромності. Його можна наочно представити так: уявімо, що все наше знання — це внутрішній простір кулі, а незнання — все, що міститься зовні кулі. Чим більшим стає наше знання, тим більшою стає площа поверхні кулі, а отже, наше «дотикання» до непізнаного.